# David Purley
David Purley, född 26 januari 1945 i Bognor Regis i England, död 2 juli 1985 i Bognor Regis, var en brittisk racerförare.

## Racingkarriär
Purley, som var en äventyrslysten man, var från början fallskärmssoldat i den brittiska armén och hade bland annat överlevt ett träningshopp i vilket hans skärm inte utvecklats helt. Efter att ha avslutat sin militära karriär blev han inspirerad av sin vän Derek Bell att börja köra racing.
1970 började han tävla i formel 3 i ett eget stall med Lec Refrigerations varumärke i en Brabham. Purley vann sitt första race, i vilket han bland annat besegrade landsmannen James Hunt, i Grand Prix des Frontières i Belgien. 1972 körde han formel 2 för March. Efter en tid i Formel Atlantic debuterade Purley i formel 1 1973. 
Senare under året blev Purley rubrikernas man efter att ha försökt rädda sin vän Roger Williamson ur hans upp och nervända och brinnande March-Ford under Nederländernas Grand Prix 1973. Purley försökte men, utan hjälp från funktionärer, lyckades tyvärr inte. Han fick senare ändå motta en medalj för visad tapperhet. 
Efter att ha kört ett F1-lopp den följande säsongen, det i Storbritannien 1974, började han tävla i formel 5000 där han vann det brittiska mästerskapet i en Chevron-Ford 1976. 
Purley återkom till F1 1977 i en nykonstruerad bil, en LEC CRP1 med en Ford Cosworth DFV 3.0 V8-motor. Under förkvalificeringen till Storbritanniens Grand Prix 1977 hängde sig hans gasspjäll vilket medförde att han kraschade otroligt våldsamt. Purley överlevde trots att hans bil retarderades från drygt 173 km/h till 0 på en sträcka av 0,66 m. Han utsattes då för en kraft motsvarande 179,8 g, vilket lär vara bland det högsta g-värde som någon människa överlevt (se Kenny Bräck). Han överlevde kraschen men hade fått ett flertal frakturer på ben, bäcken och revben och blev borta från racingen i många månader och i praktiken blev detta slutet på hans racingkarriär. 
Purleys andra intresse var konstflygning men nu ville ödet något annat. Han omkom när han havererade med sitt stuntflygplan av typen Pitts Special i Engelska kanalen utanför Bognor Regis 1985.

## F1-karriär
| Säsong | Stall/Tillverkare | Poäng | Placering |
| ------ | ----------------- | ----- | --------- |
| 1973   | LEC (March-Ford)  | 0     | –         |
| 1974   | Token-Ford        | 0     | –         |
| 1977   | LEC-Ford          | 0     | –         |